# Bimba su una poltrona blu
Bimba su una poltrona blu è un dipinto a olio su tela (89,5 × 130 cm) realizzato nel 1878 da Mary Cassatt.
L'atteggiamento della bambina, che manifesta idealmente una sorta di ribellione alla postura tradizionale, e che rispecchiava anche gli atteggiamenti anticonvenzionali dell'autrice, fu considerato una posa sconveniente e il dipinto venne rifiutato all'esposizione del Salon des Artistes di Parigi.
È conservato nella National Gallery of Art di Washington.